# 吕济耶
吕济耶（法語：Luzillé，法語發音：[lyzije] ⓘ）是法国安德尔-卢瓦尔省的一个市镇，位于该省东部，属于图尔区。

## 地理
吕济耶（47°15'44"N, 1°3'37"E）面积40.68 平方千米，位于法国中央-卢瓦尔河谷大区安德尔-卢瓦尔省，该省份为法国中西部省份，北起萨尔特省、东北接卢瓦-谢尔省，东南接安德尔省，南至维埃纳省，西临曼恩-卢瓦尔省。
与吕济耶接壤的市镇（或旧市镇、城区）包括：布莱雷、图赖讷地区锡夫赖、埃佩涅莱布瓦、弗朗克伊、热尼耶、勒列日、安德鲁瓦河畔圣康坦、叙布莱讷。

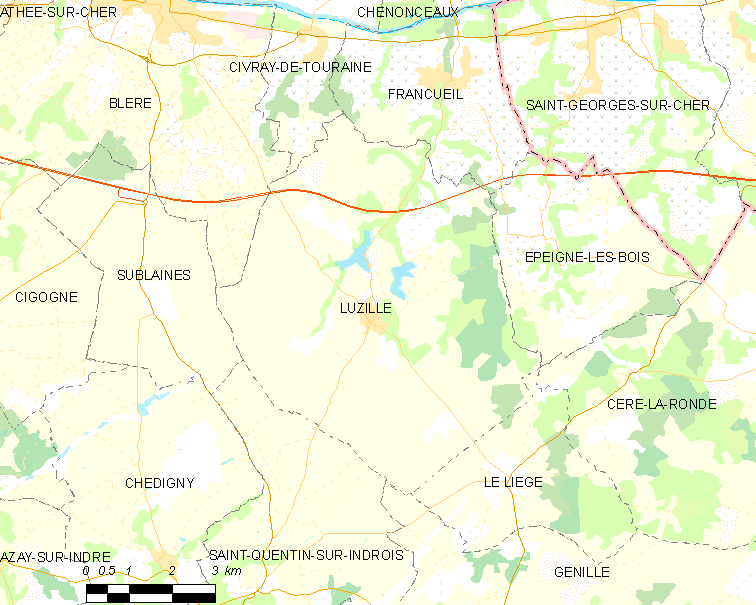
吕济耶的OSM定位图

吕济耶的时区为UTC+01:00、UTC+02:00（夏令时）。

## 行政
吕济耶的邮政编码为37150，INSEE市镇编码为37141。

## 政治
吕济耶所属的省级选区为布莱雷县。

## 人口

1962-2008年间吕济耶人口变化图示

吕济耶于2022年1月1日时的人口数量为983人。